# Шапсуги
Шапсуги (рус. Шапсуги, шапс. Шапсыг), једно су од дванаест черкеских племена (Черкези су кавкаски народ који претежно живи у Русији и Турској). Живе у Туапсинском и Лазаревском округу — Краснодарски крај. Нема прецизних података о променама броја Шапсуга кроз време, јер на пописима нису регистровани као посебна група, али према индиректним подацима, 1926. године било је више од 4 хиљаде Шапсуга, а данас племе броји око 10 хиљада људи. Поред Русије, веће шапсушке заједнице налазе се у Турској, Израелу (Кфар Кама), Јордану, Ираку, Сирији, западној Европи и Сједињеним Америчким Државама.
Крајем 1700-их година ово племе постаје све битније и моћније. Током 1860-их, већина Черкеза је или убијена или се преселила у Турску — Османско царство. Шапсуги говоре шапсушким дијалектом адигејског језика, а вера им је ислам.

## Географија
Шапсуги у Русији живе на северним обронцима Кавказа, представљају једну од највећих прицрноморских група Адигејаца. Насељавају земљу између реке Џубге и реке Шахе (Мали Шапсуг).

## Шапсушки национални округ
Дана 6. септембра 1924. године, бољшевици су основали Шапсушки национални регион (Шапсугский национальный район) као део Црноморског округа. У округу је било око 3.400 Шапсуга, а центар округа био је обални град Туапсе. Почетком 1925. године подељена је на четири села: Карповски, Кичмај, Красно-Александровски и Псеушко. 
Након завршетка Другог светског рата, овај округ је преименован у Лазаревски округ.
1990. године одржан је први конгрес племена Шапсуг, на ком је усвојена декларација о поновном успостављању Шапсушког националног региона, а званично је прихваћена 12. јуна 1992. године.

## Историја
Шапсузи су били велико племе које је заузимало територије на обали Црног мора и реке Кубањ. Различити извори помињу да је пре рата на Кавказу број Шапсуга био у распону од 150.000 до 300.000. Постали су моћно племе 1700—их година и тада настају први договори са Русима. Шапсузи су веома активно учествовали у Кавкаском рату. Имали су репутацију непобедивих људи и били су једно од последњих племена које је положило своје оружје под притиском царских трупа 1864. године. Након завршетка рата, већина Шапсуга била је присилно исељена у Турску или побијена. Не више од 6.000 Шапсуга је остало на њиховој родној земљи.

## Култура
Култура Шапсуга слична је свим осталим племенима Адигејаца. Сејали су пшеницу, раж, јечам, зоб; Од краја 18. века кукуруз се широко распространио. Познати су по узгоју коња. Значајно место је припадало вртларству и виноградарству, али и пчеларству.
Мушкарци носе крзнене капуте у комбинацији са европским оделом, женама је обавезна марама. Друштвени и породични живот задржао је многе патријархалне врлине: породица и племенска солидарност, поштовање старијих и др. Венчања су обично веома раскошна и могу трајати неколико дана, праћена коњаничким такмичењима. Фолклор укључује разне приче, митове, легенде.

## Шапсушке породице
| черкески            | енглеска транскрипција | черкески              | енглеска транскрипција | черкески            | енглеска транскрипција | черкески              | енглеска транскрипција  | черкески                     | енглеска транскрипција         | черкески          | енглеска транскрипција |
| ------------------- | ---------------------- | --------------------- | ---------------------- | ------------------- | ---------------------- | --------------------- | ----------------------- | ---------------------------- | ------------------------------ | ----------------- | ---------------------- |
| Натхъомэ ялIакъохэр | Natkhoma Yalhakhokhar  | НэтIахъомэ ялIакъохэр | Natkhoma Yalhakhokhar  | Коблы ялIакъохэр    | Kobl Yalhakhokhar      | Шъхьаптэхэ ялIакъохэр | Shhaptakha Yalhakhokhar | Гъуагъо-Шъэотэхмэ ялIакъохэр | Ghorha-shawatkhma Yalhakhokhar | Гуаемэ ялIакъохэр | Guayama Yalhakhokhar   |
| Акьэжъ              | Achazh                 | Абир (Абыр)           | Abir                   | Ачъумыжъ            | Achmuzh                | Абрэгь                | Abreg                   | БжьашIо                      | Bzhasho                        | БжыхьалI          | Bzhihalh               |
| Ачъокъу             | Achoq                  | Алащэ                 | Alasha                 | Бастэ               | Basta                  | Егъум                 | Yagum                   | Борэкъо                      | Boraqo                         | Гунай             | Gunai                  |
| Багьэ               | Baga                   | Бэус                  | Baws                   | Батэ                | Bata                   | Нэгъучъу              | Naghuchu                | Гусэр                        | Gusar                          | Дачъэ             | Dacha                  |
| Бзыщ                | Bzish                  | Гъурыжъ               | Ghurezh                | Бгъанэ              | Bghana                 | ОгъулI                | Waghulh                 | Джадэ                        | Jada                           | ЕкIуашъ           | Yaquash                |
| Быркьэ              | Berka                  | Дыжьы                 | Dizh                   | Джарым              | Jarem                  | Пцашэ                 | Ptsasha                 | Иныхъу                       | Yinikho                        | КIэсэбэжъ         | Chasabazh              |
| БэгъэгушIу          | Baghagushu             | Дэджэраджэ            | Dajaraja               | Дэбэхьу             | Dabahu                 | Тыркуао               | Tirquawa                | Къанщэжь                     | Qanshazh                       | Къэрэджан         | Qarajam                |
| Джарым              | Jarem                  | Ешъуталъэ             | Yashutalha             | Дэгуф               | Daguf                  | Хъуд                  | Khud                    | Къуаджэ                      | Quaja                          | ЛIыхъужъ          | Lhekhuzh               |
| Емызагъ             | Yamezagh               | КIакIыхъу             | Chachekhu              | ЛIыф                | Lhif                   | ХыдзэлI               | Khidzalh                | ЛIыхъужъыкъу                 | Lhekhuzhequ                    | Лъэцэрыкъу        | Lhatsariqu             |
| Ергъужъ             | Yarghuzh               | МэзакIу               | Mazaku                 | ЛIыхъужъ            | Lhekhuzh               | Хьагъур               | Haghur                  | Лъэпшъыкъу                   | Lhapshiqu                      | Мэджаджэкъу       | Majajaqu               |
| КIуф                | Kuf                    | Пэхъу                 | Pakhu                  | Наго                | Nago                   | Хьахъу                | Hakhu                   | Мышъэ                        | Misha                          | Мэмэт             | Mamat                  |
| Кьэхъу              | Kakhu                  | Тхыжъ                 | Tkhizh                 | Нащэ                | Nasha                  | Хьэлъакъу             | Halhaqu                 | Мэт                          | Met                            | Мэт               | Met                    |
| ЛIыкьас             | Lhikas                 | Хьазыкъу              | Haziqu                 | Нэгъужъ             | Naghuzh                | Шъау                  | Shaw                    | ПсэкIэкI                     | Psachach                       | Нэукъ             | Nawq                   |
| Мэлыщ               | Malish                 | Хьахъуратэ            | Hakhurata              | Нэпсэу              | Napso                  | Шъхьэлахъо            | Shhalakho               | Тым                          | Tim                            | ПщыукI            | Pshiwch                |
| Мэфэуд              | Mafawud                | Хьурым                | Hurim                  | Псэукъо             | Psoqo                  |                       |                         | Ушъый                        | Wshiy                          | Сабын (Сабыныкъу) | Sabeniqu)              |
| Натхъо              | Natkho                 | ШIужъэкъу             | Shuzhaqu               | Пэкожъ              | Pakozh                 |                       |                         | Хъун                         | Khun                           | ТхьалI            | Thalh                  |
| НэмылIэкъу          | Namilhaqu              | Шъуагьэ               | Shuaga                 | РатIэкъу            | Rataqu                 |                       |                         | Хьатыщ                       | Hatish                         | Хьагъун           | Haghun                 |
| Отэхь               | Watah                  | Шъхьабэ               | Shhaba                 | ТIэшъу              | Tashu                  |                       |                         | Чъушъхьэ                     | Choshha                        | ХьамтIэхъу        | Hamtakhu               |
| Сэхъут              | Sakhut                 | ШъхьакIумыдэ          | Shhakumida             | Тамухъ              | Tamukh                 |                       |                         | ШIуцIэ                       | Shutsa                         |                   |                        |
| Тхьэкъуахъо         | Thaquakho              |                       |                        | Тхьакъуахъо         | Thaquakho              |                       |                         | Шъэгьашъ                     | Shagash                        |                   |                        |
| Тыкъо               | Tiqo                   |                       |                        | Тыу                 | Tiw                    |                       |                         | Шъэотэхьу                    | Shawatahu                      |                   |                        |
| Тыу                 | Tiw                    |                       |                        | Хъупщ               | Khupsh                 |                       |                         | Шыу                          | Shiw                           |                   |                        |
| Хьапый              | Hapiy                  |                       |                        | ХъутIыжъ            | Khutezh                |                       |                         | ШэкIолI                      | Shakolh                        |                   |                        |
| Хьатх               | Hatkh                  |                       |                        | ХьамтIыжъ (ХьамтIэ) | Hamtizh                |                       |                         |                              |                                |                   |                        |
| Хьатыу              | Hatuw                  |                       |                        | Хьантыу             | Hantuw                 |                       |                         |                              |                                |                   |                        |
| Шыумыжъ             | Shiwmizh               |                       |                        | Хьаратэ             | Harata                 |                       |                         |                              |                                |                   |                        |
| ШэхэлI              | Shakhalh               |                       |                        | Хьэтаужъ            | Hatawzh                |                       |                         |                              |                                |                   |                        |
| чемсо               | Chemso                 |                       |                        | ШъэIужъу            | Shauzhu                |                       |                         |                              |                                |                   |                        |
|                     |                        |                       |                        | Шъэумэн             | Shawman                |                       |                         |                              |                                |                   |                        |
|                     |                        |                       |                        | ШэрэлI              | Sharalh                |                       |                         |                              |                                |                   |                        |
|                     |                        |                       |                        | Шэугьэн             | Shogan                 |                       |                         |                              |                                |                   |                        |

## Значајни људи
- Tirimüjgan Kadınefendi — мајка султана Абдула Хамида II
- Karzeg Sait Bey (1887–1920)[3]
- Hazret Sovmen
- Suna Öz — мајка др Оза
- Nili Natkho[4]
- Бибрас Натхо